# 벤 헨더슨
벤 헨더슨(Ben Henderson, 1983년 11월 16일 ~ )은 UFC에서 활동중인 한국계 미국인 종합격투기 선수다. 전 WEC 라이트급 챔피언, 전 UFC 라이트급 챔피언으로, 현재는 웰터급으로 체급을 올려 활동하고 있다.

## 생애
벤 헨더슨은 콜로라도주의 콜로라도스프링스에서 주한미군 출신의 아버지와 한국인 어머니 김성화 사이에서 2남 중 둘째로 태어났다. 부친의 약물중독으로 인해 부모가 이혼하게 되어 워싱턴주의 페더럴웨이로 이사하여 홀어머니 슬하에서 자라면서, 한국의 문화를 접하라는 어머니의 권유로 형과 함께 태권도를 수련하기 시작하여 검은띠를 땄다. 고등학교에 진학해서는 레슬링부에서 활동하면서, 네브래스카 다나대학 레슬링부 재학시절에는 두차례 NAIA 올아메리칸에 선정된다.
2006년에 프로 종합격투기 무대에 데뷔하여 2009년 WEC의 라이트급 잠정챔피언, 2010년에는 통합챔피언에 오른다. 2011년 WEC가 UFC에 합병되면서 활동무대를 UFC로 옮긴 후, 2012년 프랭키 에드가를 꺾고 UFC 라이트급 챔피언을 차지했다. 3차례 라이트급 타이틀을 방어하였으나, 앤서니 페티스에게 패하여 챔피언 자리에서 내려왔다. 이후 라이트급과 웰터급을 오가며 경기하고 있다.
호이스 그레이시의 제자 존 크라우치에게 브라질 유술을 배워 2011년 세계선수권(문디알)에서 갈색띠 부문 동메달을 획득하였고, 2013년 검은띠로 승급하였다.
본인의 소속팀에서 주짓수를 수련하던 여자친구 마리아와 4년간의 교제 후 2014년 결혼하여, 2015년 8월 아들을 출산하였다.

## 종합격투기 전적
| 전적  | 날짜       | 상대                  | 결과 | 방식                         | 라운드 | 시간 | 이벤트                  | 장소                    |
| ----- | ---------- | --------------------- | ---- | ---------------------------- | ------ | ---- | ----------------------- | ----------------------- |
| 30–12 | 2023‑03‑10 | 우스만 누르마고메도프 | 패   | 서브미션 (리어네이키드 초크) | 1      | 2:37 | Bellator 292            | 산호세, 미국            |
| 30–11 | 2022‑09‑23 | 피터 퀘일리           | 승   | 판정 (전원일치)              | 5      | 5:00 | Bellator 285            | 더블린, 아일랜드        |
| 29–11 | 2022‑01‑29 | 이슬람 마메도프       | 승   | 판정 (분할)                  | 3      | 5:00 | Bellator 273            | 피닉스, 미국            |
| 28–11 | 2021‑10‑16 | 브렌트 프리머스       | 패   | 판정 (전원일치)              | 3      | 5:00 | Bellator 268            | 피닉스, 미국            |
| 28–10 | 2020‑11‑19 | 제이슨 잭슨           | 패   | 판정 (전원일치)              | 3      | 5:00 | Bellator 253            | 커틀릿차, 미국          |
| 28–9  | 2020‑08‑07 | 마이클 챈들러         | 패   | KO (펀치)                    | 1      | 2:09 | Bellator 243            | 언캐스빌, 미국          |
| 28–8  | 2019‑09‑27 | 마일즈 주리           | 승   | 판정 (전원일치)              | 3      | 5:00 | Bellator 227            | 더블린, 아일랜드        |
| 27–8  | 2019‑04‑27 | 애덤 피콜로티         | 승   | 판정 (분할)                  | 3      | 5:00 | Bellator 220            | 산호세, 미국            |
| 26–8  | 2018‑10‑13 | 사드 아와드           | 승   | 판정 (전원일치)              | 3      | 5:00 | Bellator 208            | 유니온데일, 미국        |
| 25–8  | 2018‑04‑06 | 로저 우에르타         | 승   | 서브미션 (길로틴 초크)       | 2      | 0:49 | Bellator 196            | 부다페스트, 헝가리      |
| 24–8  | 2017‑09‑23 | 패트리키 피트불       | 패   | 판정 (분할)                  | 3      | 5:00 | Bellator 183            | 산호세, 미국            |
| 24–7  | 2016‑11‑19 | 마이클 챈들러         | 패   | 판정 (분할)                  | 5      | 5:00 | Bellator 165            | 산호세, 미국            |
| 24–6  | 2016‑08‑26 | 패트리시오 피트불     | 승   | TKO (다리 부상)              | 2      | 2:26 | Bellator 160            | 에반스빌, 미국          |
| 23–6  | 2016‑04‑22 | 안드레이 코레시키프   | 패   | 판정 (전원일치)              | 5      | 5:00 | Bellator 153            | 애틀랜틱 시티, 미국     |
| 23–5  | 2015‑11‑28 | 조르제 마스비달       | 승   | 판정 (분할)                  | 3      | 5:00 | UFC Fight Night         | 샌호세, 미국            |
| 22–5  | 2015‑02‑14 | 브랜든 태치           | 승   | 서브미션 (리어네이키드 초크) | 4      | 3:58 | UFC Fight Night         | 피닉스, 미국            |
| 21–5  | 2015‑01‑18 | 도널드 세로니         | 패   | 판정 (전원일치)              | 3      | 5:00 | UFC Fight Night         | 샬럿, 미국              |
| 21–4  | 2014‑08‑23 | 라파엘 도스 안요스    | 패   | KO (펀치)                    | 1      | 2:31 | UFC Fight Night         | 파이스트빌, 미국        |
| 21–3  | 2014‑06‑07 | 루스타름 카빌로프     | 승   | 서브미션 (리어네이키드 초크) | 4      | 1:16 | UFC Fight Night         | 도쿄, 일본              |
| 20–3  | 2014‑01‑25 | 조쉬 톰슨             | 승   | 판정 (분할)                  | 3      | 5:00 | UFC on Fox              | 샌디에이고, 미국        |
| 19–3  | 2013‑08‑31 | 앤서니 페티스         | 패   | 서브미션 (암바)              | 1      | 4:31 | UFC 164                 | 라스베이거스, 미국      |
| 19–2  | 2013‑04‑20 | 길버트 멜렌데즈       | 승   | 판정 (분할)                  | 5      | 5:00 | UFC on Fox              | 라이브풀, 미국          |
| 18–2  | 2012‑12‑08 | 네이트 디아즈         | 승   | 판정 (전원일치)              | 5      | 5:00 | UFC on Fox              | 분석빌, 미국            |
| 17–2  | 2012‑08‑11 | 프랭키 에드가         | 승   | 서브미션 (리어네이키드 초크) | 5      | 5:00 | UFC 150                 | 덴버, 미국              |
| 16–2  | 2012‑02‑25 | 프랭키 에드가         | 승   | 판정 (전원일치)              | 5      | 5:00 | UFC 144                 | 리틀 록, 미국           |
| 15–2  | 2010‑12‑16 | 앤서니 페티스         | 패   | 판정 (전원일치)              | 5      | 5:00 | WEC 53                  | 애넌데일, 미국          |
| 15–1  | 2010‑04‑24 | 도날드 세로니         | 승   | 서브미션 (리어네이키드 초크) | 1      | 1:57 | WEC 48                  | 에든 버러, 미국         |
| 14–1  | 2010‑01‑10 | 제이미 바르너         | 승   | 서브미션 (리어네이키드 초크) | 3      | 2:41 | WEC 46                  | 콜로라도 스프링스, 미국 |
| 13–1  | 2009‑10‑10 | 도날드 세로니         | 승   | 판정 (전원일치)              | 5      | 5:00 | WEC 43                  | 샌디에이고, 미국        |
| 12–1  | 2009‑06‑05 | 알버트 청             | 승   | 판정 (전원일치)              | 3      | 5:00 | WEC 41                  | 새크라멘토, 미국        |
| 11–1  | 2008‑09‑05 | 데이비드 리카스       | 승   | 판정 (전원일치)              | 3      | 5:00 | WEC 36                  | 마담트리, 미국          |
| 10–1  | 2007‑06‑02 | 리키 하운             | 패   | 서브미션 (리어네이키드 초크) | 1      | 0:58 | Strikeforce Challengers | 옥랜드, 미국            |
| 10–0  | 2006‑11‑03 | 댄 그레가리           | 승   | 판정 (전원일치)              | 3      | 5:00 | KOFC                    | 미주리, 미국            |

## 특이사항
- 미국 매체에서는 'Benson Henderson'으로 표기되나, 본인의 이름은 'Ben Henderson'이 맞다고 얘기한 적 있다.[2] UFC 공식(영어) 프로필[3]에는 벤슨 헨더슨으로 표시되어 있으나, 한국어판 프로필[4]에는 벤 헨더슨으로 표시되어 있다.
- 홀로 자신을 키운 어머니에 대한 효심이 극진하여, '효자 파이터'로 불리기도 한다. 어머니는 아들을 한국식 이름인 '빈이'라고 부른다고 밝힌적이 있다.[5]
- 약간의 한국어를 구사하여, 경기가 끝나고 "한국 팬들 많이 많이 사랑해요. 어머니 사랑해요"하고 한국말로 인터뷰를 하기도 하였다.
- 옆구리에 '전사', '힘', '명예'라고 한글 문신을 새겼다.
- 대학에서는 범죄학, 사회학을 전공하였고, 졸업후 경찰시험에 합격하기도 했다.
- 김치, 불고기를 비롯한 한국 음식을 좋아하여 종종 SNS에 한국음식을 먹는 사진을 올리기도 한다.
- 독실한 개신교 신자로 술과 담배를 하지 않으며, 스테로이드를 비롯한 금지 약물 사용에도 반대하는 선언을 하기도 했다.
- 아들의 이름도 한국식으로 지었는데, 공경할 경(敬)자를 넣어 '경 아벨 헨더슨'이다.[6]
- 최초로 대한민국에서 열리는 UFC 대회에서 메인이벤터를 맡았다. (벤 헨더슨 vs 치아구 아우베스→조지 마스비달)[7]